# 閑吟集
閑吟集（かんぎんしゅう）は、永正15年（1518年）に成立した小歌の歌謡集。

## 概要
ある桑門（世捨て人）によってまとめられた歌謡集である。仮名序に「ふじの遠望をたよりに庵をむすびて十余歳」の「桑門（僧）」とするのみで、作者については不詳であるが、連歌師の宗長をあてる説もある。「なにせうぞ　くすんで　一期は夢よ　ただ狂へ」など、当時の刹那的な雰囲気がよく現れたもの、「世の中は　ちろりに過ぐる　ちろりちろり」などの無常観、室町びとが感情を託して歌った311首が収められている。仮名序に「毛詩三百余篇になずらへ」たとある。
配列は、おおよそ四季・恋の順に並ぶが、四季のなかにも恋の歌と解されるものも多く、連歌のように小歌の内容の連想・連鎖によって各歌がつながっているとみたほうがよい。小歌230首のほか、大和節・近江節・田楽節・早歌（そうが）・放下歌（ほうかうた）・狂言小歌・吟詠などを収める。『続群書類従』『日本古典文学大系』所収。

## 文献
- 中世近世歌謡集・撰要目録・宴曲集・閑吟集・狂言歌謡・田植草紙・隆達 日本古典文学大系〈44〉

(新間進一、志田延義、浅野建二校注・訳、岩波書店 1959)
- 閑吟集総索引 (高梨敏子、津藤千鶴子、耳野紀久代校注・訳、武蔵野書院 1969)
- 神楽歌・催馬楽・梁塵秘抄・閑吟集 日本古典文学全集〈25〉(臼田甚五郎、新間進一校注・訳、小学館 1976)
  - 神楽歌・催馬楽・梁塵秘抄・閑吟集 新編日本古典文学全集〈42〉

(臼田甚五郎、外村南都子、新間進一、徳江元正校注・訳、小学館 2000)
- 今昔物語集・梁塵秘抄・閑吟集 鑑賞日本の古典〈8〉(篠原昭二、浅野建二校注・訳)、尚学図書 1980)
- 閑吟集 宗安小歌集 新潮日本古典集成 53 (北川忠彦校注、新潮社 1982、新版2018)
- 新訂 閑吟集 (浅野建二校注、岩波文庫 1989)[2]
  - 新訂 閑吟集 (浅野建二校注、ワイド版岩波文庫 1991)
- 梁塵秘抄 閑吟集 狂言歌謡 新日本古典文学大系 (56) 
(小林芳規、土井洋一、橋本朝生、武石彰夫、真鍋昌弘校注、岩波書店 1993)
- 閑吟集（真鍋昌弘校注 岩波文庫 2023）

以下は研究
- 閑吟集研究大成 (浅野建二著、明治書院 1968)
- 閑吟集―孤心と恋愛の歌謡 (秦恒平著、NHKブックス 日本放送出版協会 1982)
- 日本歌謡の研究―『閑吟集』以後 (真鍋昌弘著、桜楓社 1992)
- 閑吟集を読む (馬場あき子著、彌生書房 1996)
- 閑吟集定本の基礎的研究 (中哲裕著、(新典社研究叢書 112)新典社 1997)
- 中世の歌謡―『閑吟集』の世界 (真鍋昌弘著、翰林書房 1999)
- 閑吟集は唄う―小唄や民謡の源 (谷戸貞彦著、大元出版 2002)
- 料紙に歌謡を書く ―『梁塵秘抄』『閑吟集』『田植草紙』 (藤原彰子著、文芸社 2008)
- 中世歌謡評釈 閑吟集開花 (真鍋昌弘著、(研究叢書)和泉書院 2013)
- 風雅と官能の室町歌謡　五感で読む閑吟集 (植木朝子著、 角川選書 2014)
- 日本の中世の秋の歌『閑吟集』を読む 上・下（堀越孝一著、悠書館 2023）
- 伊藤昌輝によるスペイン語訳  Los cantos en el pequeño paraíso - Selecciones del Kanginshu. アルゼンチン: Emecé. (2012). ISBN 978-950-04-3436-2